# Економіка Чехії
Чехія — індустріально-аграрна країна, яка має обмежену паливно-енергетичну і мінерально-сировинну базу. Найзначніші запаси вугілля. Провідні галузі промисловості: паливно-енергетична, чорна металургія, машинобудівна, вугільна, хімічна, легка і харчова пром-сть. Транспорт: залізничний, автомобільний, річковий, повітряний.
За даними [Index of Economic Freedom, The Heritage Foundation, U.S.A., 2001]: ВВП — $ 53 млрд. Темп зростання ВВП — (-2,3 %)%. ВВП на душу населення — $ 5142. Прямі закордонні інвестиції — $ 1,9 млрд. Імпорт (нафта, природний газ, хімікалії та напівфабрикати для чеської промисловості) — $ 40,6 млрд (г.ч. Німеччина — 34,4 %; Словаччина — 7,2 %; Австрія — 5,9 %; Росія — 5,5 %; Італія — 5,2 %; Франція — 4,4 %). Експорт (будівельні матеріали, ліс і металовироби, транспортне обладнання, медичне обладнання, текстильні вироби, меблі, швейні вироби та взуття) — $ 37,2 млрд (г.ч. Велика Британія — 3,4 %; Франція — 2,5 %).
ВВП на душу населення в Чехії з початку 1990-х років знижувався і лише в 1997 досяг рівня, порівнянного з показниками 1990. Водночас спостерігалося постійне зростання рівня життя коштом реструктуризації споживання і посилення позицій крони. У 1998 ця тенденція була перервана передусім внаслідок проблем, що посилюються в ході трансформації економіки, високого дефіциту зовнішньоторговельного балансу, стагнації промисловості, спаду будівельної індустрії, а також згортання різних видів послуг, зокрема, у сфері туризму і транспорту. У 1998 ВВП скоротився на 2,6 % і становив лише 52 % від відповідного показника для країн Європейського Союзу.

### Державний бюджет
Доходи, витрати і профіцит державного бюджету Чехії в млн крон:
| Рік      | 1990    | 1991    | 1992    | 1993    | 1994    | 1995    | 1996    | 1997    | 1998    | 1999    | 2000    | 2001    | 2002    | 2003    | 2004    | 2005    | 2006      | 2007      |
| -------- | ------- | ------- | ------- | ------- | ------- | ------- | ------- | ------- | ------- | ------- | ------- | ------- | ------- | ------- | ------- | ------- | --------- | --------- |
| Дохід    | 162 513 | 225 342 | 251 379 | 358 000 | 390 508 | 439 968 | 482 817 | 508 950 | 537 411 | 567 275 | 586 208 | 626 223 | 705 043 | 699 665 | 769 207 | 866 490 | 923 320   | 1 025 888 |
| Витрати  | 163 557 | 240 089 | 253 076 | 356 919 | 380 059 | 432 738 | 484 379 | 524 668 | 566 741 | 596 909 | 632 268 | 693 921 | 750 758 | 808 718 | 862 892 | 922 850 | 1 020 630 | 1 092 227 |
| Профіцит | -0,6 %  | -6,5 %  | -0,7 %  | +0,3 %  | +2,7 %  | +1,6 %  | -0,3 %  | -3,1 %  | -5,5 %  | -5,2 %  | -7,9 %  | +10,8 % | -6,5 %  | -15,6 % | -12,2 % | -6,5 %  | -10,5 %   | -6,5 %    |

## Промисловість

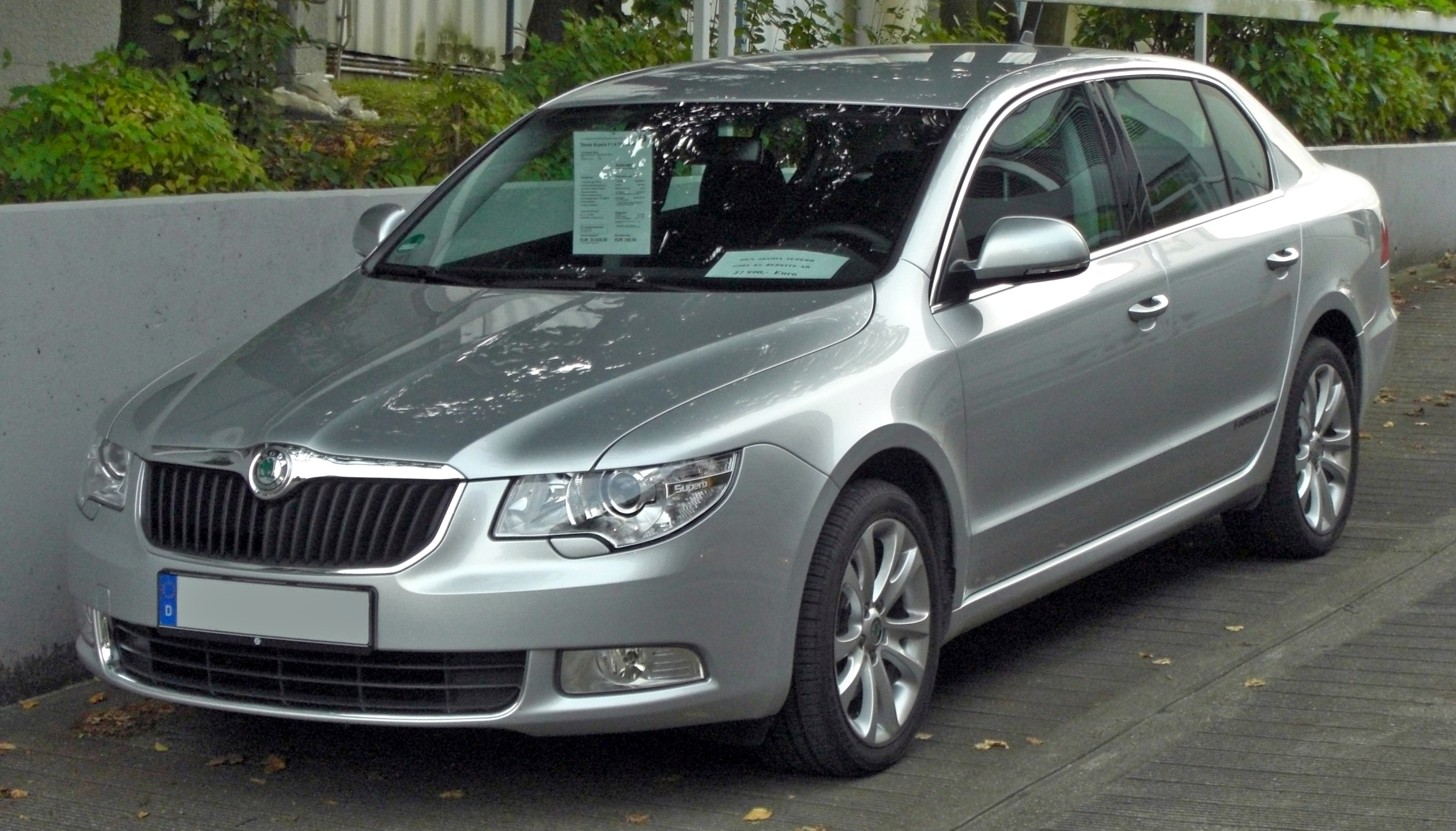
Škoda Auto, найбільший виробник автомобілів Центральної Європи. 2007 року продано 630,032 авто, це стало рекордом компанії

Частка переробної промисловості становила у 1997 р 83 %, в тому числі частка харчової промисловості — 15,3 %, виробництво металів і металопродукції — 14,2 %, вироблення і розподіл електроенергії, газу і води — 13,8 %, транспортне машинобудування — 9,9 % і виробництво машин і обладнання для подальшого виробництва — 7,5 %.
Велика частина підприємств обробної промисловості була приватизована до 1996 (майже 5400 підприємств, що становили 85 % державної власності), в 1997 р частка приватного сектора у виробництві ВВП досягла 75 %, у 2001 р — 76 %. Передбачалося, що приватизація викличе важливі структурні зміни в чеській промисловості, зокрема в тих її галузях, які привабливі для іноземних інвестицій, таких, як автомобільна, хімічна, скляна і виробництво будівельних конструкцій.

## Сільське господарство
Сільськогосподарське виробництво на початку 1990-х років скоротилося як через зменшення попиту на цю продукцію за кордоном, так і внаслідок збільшення імпорту продуктів споживання. Проведена приватизація сільськогосподарських земель. До 1997 р. 3/4 сільськогосподарських кооперативів за рішенням їх членів були перетворені в кооперативи землевласників; фермерство не набуло масових масштабів. Орна земля становила наприкінці 1990-х років 39,2 %. У середині 1998 в сільському господарстві було зайнято 198 тис. чоловік.

## Інтернет у Чехії
Перші спроби відносять до 1991 р. 13 лютого 1992 р. підключено до глобальної мережі Чеського техн. університету (чеськ. České vysoké učení technické).
| Рік  | Кількість абонентів |
| ---- | ------------------- |
| 1993 | 4 000               |
| 1995 | 22 000              |
| 1998 | 81 000              |
| 1999 | 199 000             |
| 2000 | 418 000             |
| 2001 | 1 250 000           |
| 2002 | 1 640 000           |
| 2003 | 2 140 000           |
| 2004 | 3 130 000           |
| 2005 | 3 600 000           |
| 2006 | 4 100 000           |

Станом на 2008 року покриття доступом до Інтернету становить 85 %, в селі 75 %.

## Азартні ігри
Азартні ігри в Чехії — є легальними, але малорегульованими. 2012 року Чехія нараховувала найбільше ігрових автоматів на душу населення, ніж будь-яка інша країна Євросоюзу, але поступово, через регулювання, їхня кількість зменшувалась.